# Gisulfo de Spoleto
Gisulfo de Spoleto fue duque lombardo de Spoleto del 760 al 762.

## Breve duque
El nuevo rey de los lombardos, Desiderio, lo nombró duque de Spoleto a principios del 760. Se conservan dos disposiciones suyas del año 761: la primera de febrero, emitida junto con Guniperto contra un tal Furon a favor de Alan, abad de Farfa; y la segunda de abril, contra Campal de Rieti. Su administración de Spoleto fue corta: cesó en octubre del 762, si bien se ignora si fue a causa de su fallecimiento o por otro motivo.